# Пам'ятки історії Решетилівського району
У Решетилівському районі Полтавської області нараховується 35 пам'яток історії.
| #   | назва | адреса                                                   | роки події                 | роки встановлення | автор                               | матеріали                                   | розміри                            | рішення                                                                     |
| --- | --- | -------------------------------------------------------- | -------------------------- | ----------------- | ----------------------------------- | ------------------------------------------- | ---------------------------------- | --------------------------------------------------------------------------- |
| 1.  | Братська могила учасників встановлення радянської влади, радянських воїнів, жертв фашизму, пам'ятний знак полеглим воїнам-землякам, воїнам-інтернаціоналістам | с-ще Решетилівка, вул. Жовтнева, парк                    | 1920, 1941—1943, 1941—1945 | 1956, рек. 1985   | арх. В. Костін, ск. В. Закревський  | залізобетон, цегла оштук., граніт, метал    | вис. ск. — 2,8 м, пост. 2,6 м      | –                                                                           |
| 2.  | Пам'ятний знак полеглим воїнам-землякам | с-ще Решетилівка, вул. Новосанжарська, площа             | 1941—1945                  | 1968, рек. 1995   | Харківський скульптурний комбінат   | залізобетон, цегла оштук., граніт           | вис. ск. — 2,5 м, пост. — 0,88 м   | Рішення Решетилівського райвиконкому від 12.01.1954 р.                      |
| 3.  | Пам'ятник трудової слави — трактор «Універсал» | с-ще Решетилівка, вул. Новоселівська                     | –                          | 1970              | Місцеві майстри                     | цегла, метал                                | вис. 3,0 м                         | –                                                                           |
| 4.  | Приміщення школи, в якій навчався В. Пустовар, меморіальна дошка на честь Героя Радянського Союзу І. Л. Олійника                                              | с-ще Решетилівка, вул. Леніна, 37                        | 1960–1980, 1919—1970       | 1982 — мем. дошка | –                                   | двоповерхове цегляне, дошка — метал, мармур | 1,16 х0,8 м                        | Постанова бюро Полтавського обкому партії та облвиконкому від 20.03.1975 р. |
| 5.  | Пам'ятний знак полеглим воїнам-землякам | с. Колотії                                               | 1941—1945                  | 1974              | Харківський скульптурний комбінат   | залізобет., граніт                          | вис. стели — 3,0 м, пост. –3,9 м   | Рішення виконкому Решетилівської селищної ради № 3 від 25.02.1973 р.        |
| 6.  | Братська могила радянських воїнів, пам'ятний знак полеглим воїнам-землякам                                                                                    | с. Демидівка, меморіальний комплекс                      | 1941, 1943, 1941—1945      | 1957              | ск. Я. Рикарх. Н. Клейн             | залізобетон, цегла оштук.                   | вис. ск. — 2,4 м, пост. 3,2 м      | –                                                                           |
| 7.  | Братська могила радянських воїнів, пам'ятний знак полеглим воїнам-землякам                                                                                    | с-ще Жовтневе, привокзальна площа, меморіальний комплекс | 1941, 1943, 1941—1945      | 1958              | ск. Я.Рикарх. Н.Клейн               | залізобетон, цегла оштук.                   | вис. ск. — 2,8 м, пост. 3,8 м      | –                                                                           |
| 8.  | Пам'ятник трудової слави — трактор «ХТЗ» | с-ще Жовтневе, сільгосптехніка                           | –                          | 1967              | Місцеві майстри                     | пост. — цегла оштук.                        | вис. 2,0 м                         | –                                                                           |
| 9.  | Могла сільського активіста І. Т. Бабича, убитого куркулями у 1930 р., пам'ятний знак полеглим воїнам-землякам                                                 | с. Кривки                                                | 1899–1932, 1941—1945       | 1969              | Харківський скульптурний комбінат   | залізобетон, цегла оштук.                   | вис. ск. — 2,8 м, пост. 1,0 м      | –                                                                           |
| 10. | Братська могила радянських воїнів, пам'ятний знак полеглим воїнам-землякам                                                                                    | с. Кукобівка, меморіальний комплекс                      | 1943, 1941—1945            | 1957              | ск. О. Савельєв                     | залізобетон, цегла оштук.                   | вис. ск. — 2,6 м, пост. 4,0 м      | –                                                                           |
| 11. | Пам'ятний знак полеглим воїнам-землякам | с. Федіївка                                              | 1941–1945                  | 1970              | ск. Я. Рикарх. Н. Клейн             | залізобетон, цегла оштук.                   | вис. ск. — 3,1 м, пост. 3,8 м      | –                                                                           |
| 12. | Пам'ятний знак полеглим воїнам-землякам, які загинули під час громадянської і Великої Вітчизняної воєн                                                        | с. Шкурупії                                              | 1919–1921, 1941—1945       | 1967              | ск. І. Лось                         | залізобетон, цегла оштук.                   | вис. ск. — 2,7 м, пост. 2,5 м      | –                                                                           |
| 13. | Пам'ятний знак полеглим воїнам-землякам | с. Лобачі                                                | 1941–1945                  | 1967              | Харківський скульптурний комбінат   | залізобетон, цегла оштук.                   | вис. ск. — 2,5 м, пост. — 1,96 м   | –                                                                           |
| 14. | Братська могила радянських воїнів, пам'ятний знак полеглим воїнам-землякам                                                                                    | с. Братешки, меморіальний комплекс                       | 1943, 1941—1945            | 1956              | ск. О. Савельєв                     | залізобетон, цегла оштук.                   | вис. ск. — 2,5 м, пост. 3,2 м      | –                                                                           |
| 15. | Братська могила радянських воїнів, пам'ятний знак полеглим воїнам-землякам                                                                                    | с. Глибока Балка, меморіальний комплекс                  | 1941, 1943, 1941—1945      | 1958              | ск. Я. Рикарх. Н. Клейн             | залізобетон, цегла оштук.                   | вис. ск. — 2,8 м, пост. 3,5 м      | –                                                                           |
| 16. | Братська могила радянських воїнів, пам'ятний знак полеглим воїнам-землякам                                                                                    | с. Лиман Другий, кладовище, меморіальний комплекс        | 1941, 1943, 1941—1945      | 1967              | ск. О. Савельєв                     | залізобетон, цегла оштук.                   | вис. ск. — 2,9 м, пост. 3,4 м      | –                                                                           |
| 17. | Могила радянського воїна П. І. Олійника, пам'ятний знак полеглим воїнам-землякам                                                                              | с. Малий Бакай, меморіальний комплекс                    | 1943, 1941—1945            | 1966              | ск. О. Савельєв                     | залізобетон, цегла оштук.                   | вис. ск. — 2,7 м, пост. 2,5 м      | Рішення Решетилівського райвиконкому від 17.02.1965 р.                      |
| 18. | Пам'ятний знак полеглим воїнам-землякам | с. М'якеньківка                                          | 1941–1945                  | 1967              | ск. Н. Коган                        | залізобетон, цегла оштук.                   | вис. ск. — 2,95 м, пост. 2,8 м     | –                                                                           |
| 19. | Братська могила радянських воїнів, пам'ятний знак полеглим воїнам-землякам                                                                                    | с. Піщане, меморіальний комплекс                         | 1941, 1943, 1941—1945      | 1957              | ск. О. Савельєв                     | залізобетон, цегла оштук.                   | вис. ск. — 2,8 м, пост. 4,0 м      | –                                                                           |
| 20. | Будинок школи, де навчався Герой Радянського Союзу Л. М. Дудка, дошка про присвоєння школі імені Л. М. Дудки                                                  | с. Піщане                                                |                            |                   |                                     |                                             |                                    |                                                                             |
| 21. | Пам'ятний знак полеглим воїнам-землякам | с. Нова Михайлівка                                       | 1941–1945                  | 1965              | ск. О. Савельєв                     | залізобетон, цегла оштук.                   | вис. ск. — 1,95 м, пост. –3,0 м    | –                                                                           |
| 22. | Братська могила радянських воїнів, пам'ятний знак полеглим воїнам-землякам                                                                                    | с. Потеряйки, меморіальний комплекс                      | 1941, 1943, 1941—1945      | 1957              | ск. О. Савельєв                     | залізобетон, цегла оштук.                   | вис. ск. — 2,3 м, пост. 3,5 м      | –                                                                           |
| 23. | Могила партизанки Є. Г. Піщанської, пам'ятний знак полеглим воїнам-землякам                                                                                   | с. Славки                                                | 1942, 1941—1945            | 1967, рест. 1982  | Місцеві майстри                     | залізобетон, цегла оштук.                   | вис. обеліска — 1,0 м, пост. 1,2 м | Рішення Решетилівського райвиконкому від 17.02.1965 р.                      |
| 24. | Братська могила радянських воїнів, пам'ятний знак полеглим воїнам-землякам                                                                                    | с. Плоске, меморіальний комплекс                         | 1941, 1941—1945            | 1958              | ск. Я. Рикарх. Н. Клейн             | залізобетон, цегла оштук.                   | вис. ск. — 2,5 м, пост. 2,7 м      | –                                                                           |
| 25. | Пам'ятний знак полеглим воїнам-землякам | с. Левенцівка, кладовище                                 | 1941–1945                  | 1961              | Місцевий майстер Л. Братина         | обеліск — цегла оштук.                      | вис. 3,4 м                         | –                                                                           |
| 26. | Братська могила радянських воїнів, пам'ятний знак полеглим воїнам-землякам                                                                                    | с. Лиман Перший, меморіальний комплекс                   | 1943, 1941—1945            | 1957              | ск. А. Білостоцький, арх. Н. Клейн  | залізобетон, цегла оштук.                   | вис. ск. — 2,7 м, пост. 3,6 м      | –                                                                           |
| 27. | Братська могила радянських воїнів, пам'ятний знак полеглим воїнам-землякам                                                                                    | с. Пасічники, меморіальний комплекс                      | 1943, 1941—1945            | 1957              | ск. О. Савельєв                     | залізобетон, цегла оштук.                   | вис. ск. — 3,0 м, пост. 3,5 м      | –                                                                           |
| 28. | Пам'ятний знак полеглим воїнам-землякам | с. Пащенки                                               | 1941—1945                  | 1967              | Харківський скульптурний комбінат   | залізобетон, цегла оштук.                   | вис. ск. — 3,6 м, пост. 2,4 м      | –                                                                           |
| 29. | Братська могила радянських воїнів, пам'ятний знак полеглим воїнам-землякам                                                                                    | с. Сухорабівка, меморіальний комплекс                    | 1941, 1943, 1941—1945      | 1957              | ск. А. Білостоцький, арх. О. Супрун | залізобетон, цегла оштук.                   | вис. ск. — 2,7 м, пост. 3,5 м      | –                                                                           |
| 30. | Братська могила радянських воїнів, пам'ятний знак полеглим воїнам-землякам                                                                                    | с. Шевченкове, меморіальний комплекс                     | 1941, 1943, 1941—1945      | 1957              | ск. О. Савельєв                     | залізобетон, цегла оштук.                   | вис. ск. — 2,7 м, пост. 3,0 м      | Решетилівського райвиконкому від 12.01.1954 р.                              |
| 31. | Братська могила радянських воїнів, пам'ятний знак полеглим воїнам-землякам                                                                                    | с. Шамраївка, меморіальний комплекс                      | 1943, 1941—1945            | 1957              | Харківський скульптурний комбінат   | залізобетон, цегла оштук.                   | вис. ск. — 2,7 м, пост. 3,0 м      | –                                                                           |
| 32. | Могили (3) учасників громадянської війни І. Г. Бігуна, І. М. Скоряка, І. Литвиненка                                                                           | с. Шамраївка, кладовище                                  | 1918—1920                  | 1957              | Місцеві майстри                     | обеліск — цегла оштук.                      | вис. 1,8 м                         | –                                                                           |
| 33. | Пам'ятний знак полеглим односельцям, які загинули в роки російсько-японської та Першої світової воєн                                                          | с. Шилівка                                               | 1904—1905, 1914            | 1919              | Місцеві майстри                     | граніт                                      | вис. 2,0 м                         | –                                                                           |
| 34. | Братська могила радянських воїнів, пам'ятний знак полеглим воїнам-землякам                                                                                    | с. Шилівка, меморіальний комплекс                        | 1941, 1943, 1941—1945      | 1958              | ск. О. Савельєв                     | залізобетон, цегла оштук.                   | вис. ск. — 2,9 м, пост. 3,7 м      | –                                                                           |
| 35. | Пам'ятний знак полеглим воїнам-землякам | с. Каленики                                              | 1941—1945                  | 1967              | ск. О. Савельєв                     | залізобетон, цегла оштук.                   | вис. ск. — 2,0 м, пост. 3,0 м      | –                                                                           |